# 씨월드

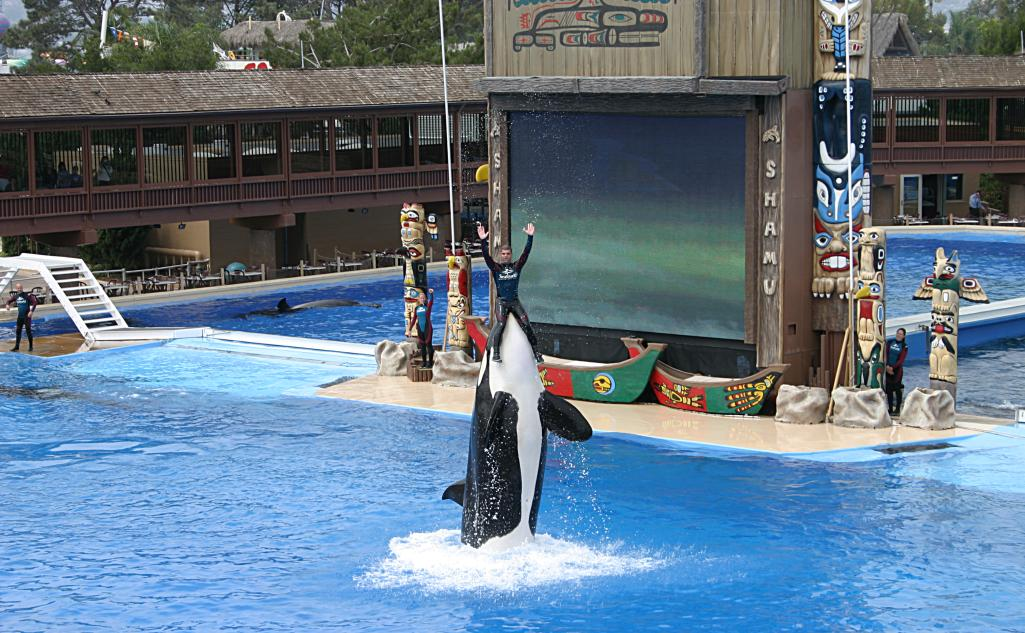
샌디에이고에 있는 씨월드의 범고래 어드벤처 쇼.

씨월드(SeaWorld)는 미국에 있는 해양 테마 놀이공원이다. 현재 소유자는 안하이자 뷔슈이며, 현재 미국에서 3곳의 공원을 운영하고 있다.
캘리포니아 대학교 로스앤젤레스를 졸업한 4명 학생이 해중 레스토랑과 쇼를 모은 테마파크를 구상하면서 1964년 3월 21일에 샌디에이고에서 씨월드 캘리포니아를 개업. 연간 40만명이 방문하게 되었다.
또 플로리다주 올랜도, 텍사스주 샌안토니오에도 씨월드가 있다. 예전에는 오하이오주 오로라에도 있었다.
2012년에는 미국을 떠나 아랍에미리트의 두바이에 위치하는 <더 월드>에도 <씨월드 두바이>가 오픈할 예정이다.

## 운영중인 공원
- 시월드 샌디에이고 - 최초의 시월드
- 시월드 올란도
- 시월드 샌안토니오

### 이전에 운영했던 공원
- 시월드 오하이오